# Zalošče
Zalošče este o localitate din comuna Nova Gorica, Slovenia, cu o populație de 387 de locuitori.